# Mersey Spit
Der Mersey Spit (englisch, in Argentinien Lengua Mersey, in Chile Punta Mersey) ist eine Landspitze an der Südküste von King George Island im Archipel der Südlichen Shetlandinseln. Sie liegt nördlich von Penguin Island.
Wissenschaftler der britischen Discovery Investigations kartierten und benannten sie im Jahr 1937. Namensgeber ist der River Mersey in England.